# Pomnik św. Jana Nepomucena przy kościele św. Macieja
Pomnik św. Jana Nepomucena przy kościele św. Macieja – jeden z nepomuków, XVIII wieczna figura przedstawiająca świętego Jana Nepomucena. Znajduje się ona przed Kościołem św. Macieja we Wrocławiu. Wcześniej stał na nieistniejącym cmentarzu przy tymże kościele.

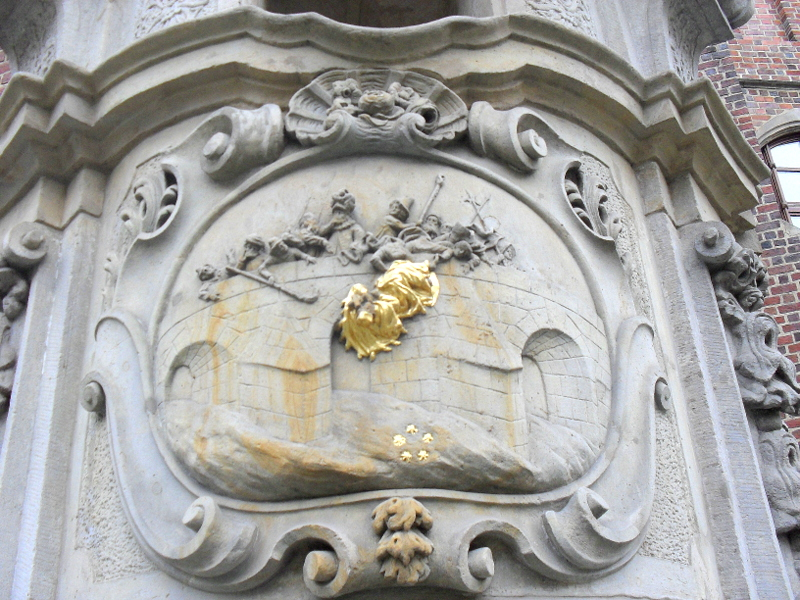
Płaskorzeźba na cokole pomnika - zrzucenie męczennika do Wełtawy

## Opis pomnika
Na cokole umieszczono inskrypcje fundacyjną oraz zdobiony kartusz ze sceną zrzucenia św. Jana Nepomucena do Wełtawy. Powyżej umiejscowiono figurę świętego, który stoi na podstawie z chmur ubrany w szatę liturgiczną trzymając w ręce krzyż, ku któremu kieruje swój wzrok. Wokół postaci Nepomucena krążą dwa aniołki (putta) trzymające jego atrybuty.

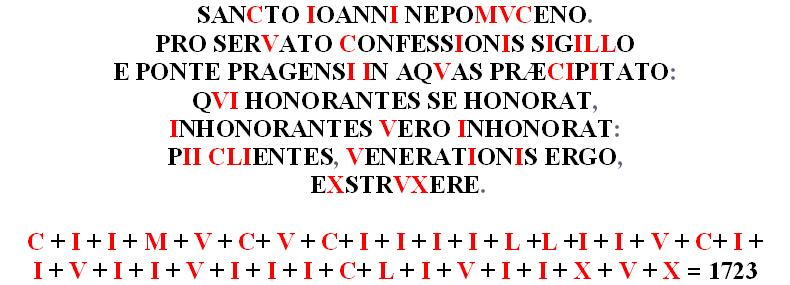
Inskrypcja będąca chronostychem wskazuje na rok odsłonięcia pomnika - 1723

## Rys historyczny
Pomnik stojący dziś przed kościołem św. Macieja jest jednym z najznamienitszych dzieł Urbańskiego. Był później wielokrotnie powielany. Budowa pomników św. Jana Nepomucena przypadała na okres po jego beatyfikacji w 1721 roku, a więc w okresie późnej kontrreformacji. Budowa pomnika i jego odsłonięcie było poprzedzone licznymi działaniami propagandowymi w tym drukiem ulotek i grafik.

## Inne
Niemal dokładną replikę wrocławskiego pomnika stanowi ten umiejscowiony na Jasnej Górze.